# 19.ª Divisão de Granadeiros Waffen SS (2.ª Letã)
A 19.ª Divisão de Granadeiros Waffen SS (2.ª Letã) foi uma divisão de infantaria das Waffen-SS durante a Segunda Guerra Mundial. O seu quartel-general ficava na Letónia, e era composta, na sua maioria, por voluntários daquele país. Foi criada na União Soviética em 7 de Janeiro de 1944 e terminou em Maio de 1945.

## Composição
- 42.º Regimento de Granadeiros Voluntários SS
- 43.º Regimento de Granadeiros Voluntários SS
- 44.º Regimento de Granadeiros Voluntários SS
- 19.º Regimento de Artilharia SS
- 19.º Batalhão de Fuzileiros SS
- 19.º Batalhão Anti-tanque SS
- 19.º Batalhão de Engenharia SS
- 19.º Batalhão de Comunicações SS
- 19.º Batalhão de Defesa Anti-aérea SS
- 19.º Tropas de Abastecimentos SS